# Агбеньену, Люмор
Люмор Агбеньену (англ. Lumor Agbenyenu; род. 15 августа 1996 или 10 августа 1996, Аккра) — ганский футболист, защитник австрийского клуба «Рид» и сборной Ганы.

## Клубная карьера
Агбеньену — воспитанник клуба «Вассаман Юнайтед». В 2014 году Люмор на правах аренды играл за академию португальского «Порту», после окончания которой, вернулся обратно. Летом 2015 года Агбеньену на правах аренды перешёл в «Портимоненсе». 16 сентября в матче против «Жил Висенте» он дебютировал в Сегунда лиге. По окончании аренды клуб выкупил трансфер игрока. 21 января 2017 года в поединке против «Пенафиел» Люмор забил свой первый гол за «Портимоненсе». В начале 2017 года Агбеньену на правах аренды перешёл в немецкий «Мюнхен-1860». 3 февраля в матче против «Арминии» он дебютировал во Второй Бундеслиге. По окончании аренды Люмор вернулся обратно.
В начале 2018 года Агбеньену перешёл в лиссабонский «Спортинг». 11 февраля в матче против «Фейренсе» он дебютировал в Сангриш лиге. В составе клуба Люмор стал обладателем Кубка Португалии. В начале 2019 года Агбеньену на правах аренды перешёл в турецкий «Гёзтепе». 26 января в матче против «Галатасарая» он дебютировал в турецкой Суперлиге.
Летом 2019 года Агбеньену на правах аренды перешёл в испанскую «Мальорку». 17 августа в матче против «Эйбара» он дебютировал в Ла Лиге. 19 июля 2020 года в поединке против «Осасуны» Люмор забил свой первый гол за «Мальорку». Летом 2021 года Агбеньену подписал контракт с греческим «Арисом». 13 сентября в матче против ОФИ он дебютировал в греческой Суперлиге. Летом 2022 года Агбеньену перешёл в «Малагу». 3 ноября в матче против «Картахены» он дебютировал в испанской Сегунде.

## Международная карьера
11 июня 2017 года в отборочном матче Кубка Африки 2019 против сборной Эфиопии Люмор дебютировал за сборную Ганы. В 2019 году Агбеньену в составе сборной Ганы попал в заявку на участие в Кубке Африки в Египте. На турнире он сыграл в матчах против сборных Бенина и Туниса.

## Достижения
Командные
 «Спортинг» (Лиссабон)
- Обладатель Кубка Португалии — 2018/2019
- Обладатель Кубка лиги — 2018/2019